# Arturo Queirolo
Arturo Queirolo Fernández (Antofagasta, 24 de junio de 1909-Santiago, 25 de septiembre de 2000) fue un policía chileno. Se desempeñó como general director de Carabineros de Chile desde 1958 hasta 1964.

## Carrera policial
Nació en Antofagasta el 24 de junio de 1909.

### General director de Carabineros
En 1961, se creó bajo una Orden General la Sección de Investigación de Accidentes en el Tránsito (SIAT). En 1962 se crea la «Brigada Femenina», que estuvo a cargo de la Policía de Menores —creándose el 10 de octubre de 1963 la «Fundación Niño y Patria»—, y el Plan de Acción Cívica. En 1962 se creó también la Brigada de Policía Forestal.
Luego de casi seis años al mando de la institución, fue sucedido por el general Vicente Huerta Celis.
Falleció en Santiago de Chile el 25 de septiembre de 2000.

### Historial militar
Su historial de ascensos en Carabineros de Chile fue el siguiente:
- 1929: Aspirante a oficial
- 1930: Brigadier
- 1933: Subteniente
- 1940: Teniente
- 194?: Capitán
- 19??: Mayor
- 1953: Teniente coronel
- 1957: Coronel
- 1958: General
- 1958: General director

## Condecoraciones
- Medalla de Plata por 20 años de servicio en Carabineros de Chile (1949).
- Estrella de Oro por 25 años de servicio en Carabineros de Chile (1954).
- Estrella de Oro por 30 años de servicio en Carabineros de Chile (1959).

## Obra escrita
- Caupolicán denuevo ajusticiado (1972).[4]